# 30 november
30 november is de 334ste dag van het jaar (335ste dag in een schrikkeljaar) in de gregoriaanse kalender. Hierna volgen nog 31 dagen tot het einde van het jaar.

## Gebeurtenissen
- Algemeen
  - 1954 - Een meteoriet slaat door een dak van een huis en treft een vrouw in Sylacauga (Alabama) in de Verenigde Staten. Ze loopt een blauwe plek op door de 3,8 kilogram zware steen.[1]
  - 1980 - De gemeente Amsterdam koopt het kraakpand Groote Keijser aan de Keizersgracht om een treffen met de kraakbeweging te voorkomen.
  - 1983 - De verblijfplaats van Freddy Heineken en zijn chauffeur Ab Doderer worden ontdekt na een ontvoering van precies drie weken.
  - 1989 - De RAF pleegt een bomaanslag op de bankier Alfred Herrhausen van de Deutsche Bank. Herrhausen komt daarbij om het leven.[2]
  - 1994 - Het Italiaanse cruiseschip Achille Lauro komt door een fel uitslaande brand bij de kust van Somalië in ernstige problemen.
  - 2021 - Bij een schietpartij op de Oxford High School in Oxford Township in de Amerikaanse staat Michigan vallen 3 doden en 8 gewonden. De 15-jarige dader wordt gearresteerd.[3]
  - 2021 - Josephine Baker wordt bijgezet in het Panthéon in Parijs, als eerste vrouw van kleur. Op verzoek van haar nabestaanden blijft haar lichaam begraven in Monaco en zal de kist in het Panthéon aarde bevatten en een cenotaaf.[4]
  - 2023 - In Dubai (Verenigde Arabische Emiraten) gaat de 28e klimaatconferentie van de Verenigde Naties (COP28) van start. Tot de gespreksonderwerpen behoren onder meer het versnellen van de energietransitie naar schonere energiebronnen en hoe de klimaatopwarming beperkt kan worden tot 1,5 °C.[5] (Lees verder)
- Infrastructuur
  - 1976 - In Almere ontvangen de eerste inwoners de sleutels van hun huizen in het stadsdeel Haven.
  - 1992 - Een treinongeval bij Hoofddorp kost vijf mensen het leven, 33 mensen raken gewond.
- Kunst en cultuur
  - 1886 - In de Folies Bergère wordt de eerste revue opgevoerd.
  - 1936 - Het Crystal Palace in Londen brandt volledig af.[2]
  - 2002 - De overblijfselen van Alexandre Dumas père worden naar het Panthéon overgebracht.[2]
- Media
  - 1960 - De productie van het Amerikaans automerk DeSoto wordt gestaakt.
  - 1990 - De Sega Mega Drive wordt in Europa uitgebracht.
  - 2012 - Nintendo lanceert de Wii U in Europa en Oceanië.
  - 2020 - Martine Tanghe presenteert, na 42 jaar, voor de laatste keer het VRT-journaal.[6]
- Muziek
  - 1959 - De Nederlandse zanger Willy Alberti debuteert met zijn single Marina in de Amerikaanse Billboard Hot 100, de eerste Nederlandse plaat in die hitlijst.
  - 1979 - De Britse rockband Pink Floyd brengt het album The Wall uit, het best verkochte dubbelalbum aller tijden.[2]
  - 1982 - Michael Jackson brengt Thriller uit, het best verkochte album ooit.
- Oorlog
  - 1710 - Het Ottomaanse Rijk verklaart Rusland de oorlog.[2]
  - 1718 - Koning Karel XII van Zweden overlijdt door inslag van een projectiel tijdens de inspectie van een loopgraaf nabij fort Fredriksten, tijdens zijn offensief tegen Noorwegen.
  - 1782 - Verenigde Staten en het Verenigd Koninkrijk tekenen een voorlopig vredesverdrag, waarmee een eind komt aan de Amerikaanse Onafhankelijkheidsoorlog.
  - 1813 - Zware strijd in en rond Arnhem. De Franse bezetter wordt door een uitermate bloedige Pruisische stormaanval uit de stad verdreven.
  - 1864 - Slag bij Franklin, Tennessee.
  - 1939 - Begin van de Winteroorlog tussen Finland en de Sovjet-Unie.
- Politiek
  - 1292 - John Balliol wordt koning van Schotland.[2]
  - 1803 - Spanje staat het Louisiana-gebied af aan Frankrijk.[2]
  - 1813 - De latere Willem I der Nederlanden zet na achttien jaar weer voet op Nederlandse bodem, op het strand van Scheveningen.
  - 1857 - Ignacio Comonfort treedt af als president van Mexico.
  - 1916 - In Boedapest worden keizer Karel I van Oostenrijk en zijn gemalin Zita van Bourbon-Parma met de Stefanskroon tot koning en koningin van Hongarije gekroond.
  - 1962 - U Thant wordt secretaris-generaal van de Verenigde Naties.
  - 1966 - Barbados wordt onafhankelijk.
  - 1967 - De Engelse kroonkolonie Aden wordt onafhankelijk als de republiek van Zuid-Jemen.
  - 1974 - President Mathieu Kérékou van Dahomey verklaart het marxisme-leninisme tot de officiële staatsideologie, waarbij een groot aantal vestigingen van westerse bedrijven wordt genationaliseerd.
  - 1975 - De West-Afrikaanse staat Dahomey heet voortaan Volksrepubliek Benin, naar de naam van een Afrikaans koninkrijk aan de Golf van Guinea dat in de zeventiende eeuw zijn grootste bloei kende.
  - 1982 - Een aan Margaret Thatcher geadresseerde bombrief ontploft in 10 Downing Street.
  - 1991 - Opstandige militairen in het West-Afrikaanse land Togo ontruimen alle strategische posities in de hoofdstad Lomé, die ze sinds hun couppoging in handen hadden. Alleen het radiostation blijft bezet.
  - 1999 - In Seattle vindt de eerste grote demonstratie van de antiglobalistische beweging plaats, de Battle of Seattle.
  - 2006 - Nederland heeft, als eerste land ter wereld, een partij in het nationale parlement die opkomt voor de belangen van dieren: De Partij voor de Dieren.
  - 2007 - Het Valentijnskartel of Vlaams kartel houdt op met bestaan.
  - 2007 - Het LAKS houdt een grote staking op het Museumplein in Amsterdam voor meer kwaliteit in plaats van kwantiteit in het onderwijs en tegen de 1040 urennorm.
  - 2015 - Roch Marc Kaboré wordt gekozen tot president van Burkina Faso. Hij behaalt volgens de kiescommissie 53,5 procent van de stemmen. Zijn naaste concurrent Zephirin Diabré komt niet verder dan een krappe 30 procent.
  - 2021 - Barbados wordt uitgeroepen tot republiek. Sandra Mason wordt de eerste president en daarmee is koningin Elizabeth II van het Verenigd Koninkrijk niet langer het staatshoofd van de eilandstaat.[7]
- Religie
  - 306 - Begin van de ambtsperiode van Paus Marcellus I.
  - 1700 - Bisschopswijding van Paus Clemens XI in de Sint-Pietersbasiliek te Rome.
  - 1945 - Benoeming van Joseph Baeten tot bisschop-coadjutor met recht van opvolging van Breda.
  - 1970 - Bezoek van Paus Paulus VI aan Samoa. Daarna reist de paus door naar Sydney in Australië voor een vierdaags bezoek.
  - 1987 - Samenvoeging van de Rooms-katholieke Apostolische Vicariaten Alessandria di Egitto, Eliopoli di Egitto en Port-Said in Egypte.
- Sport
  - 1872 - Eerste voetbalinterland ooit, gespeeld op Hamilton Crescent, Glasgow, tussen Schotland en Engeland, eindigt in 0-0 ten overstaan van 4.000 toeschouwers.
  - 1910 - Oprichting van de Chileense voetbalclub Audax Club Sportivo Italiano.
  - 1991 - Amerika wint in Kanton het eerste WK voetbal voor vrouwen door Noorwegen in de finale met 2-1 te verslaan.
  - 2023 - De Raad van Commissarisen van voetbalclub FC Volendam ontslaat het bestuur van de club omdat volgens hen het voortbestaan van de club in gevaar is. Volgens bestuursvoorzitter Jan Smit is dat niet zo.[8][9]
- Wetenschap en technologie
  - 1609 - Galileo Galilei observeert voor het eerst de maan door een telescoop.[2]
  - 2022 - Lancering van een Sojoez 2.1b raket vanaf Plesetsk Kosmodroom platform 43/4 voor de Cosmos 2565 missie met (waarschijnlijk) de Lotos-S1 no 07 satelliet die deel moet gaan uitmaken van het Liana ELINT netwerk.[10]

## Geboren

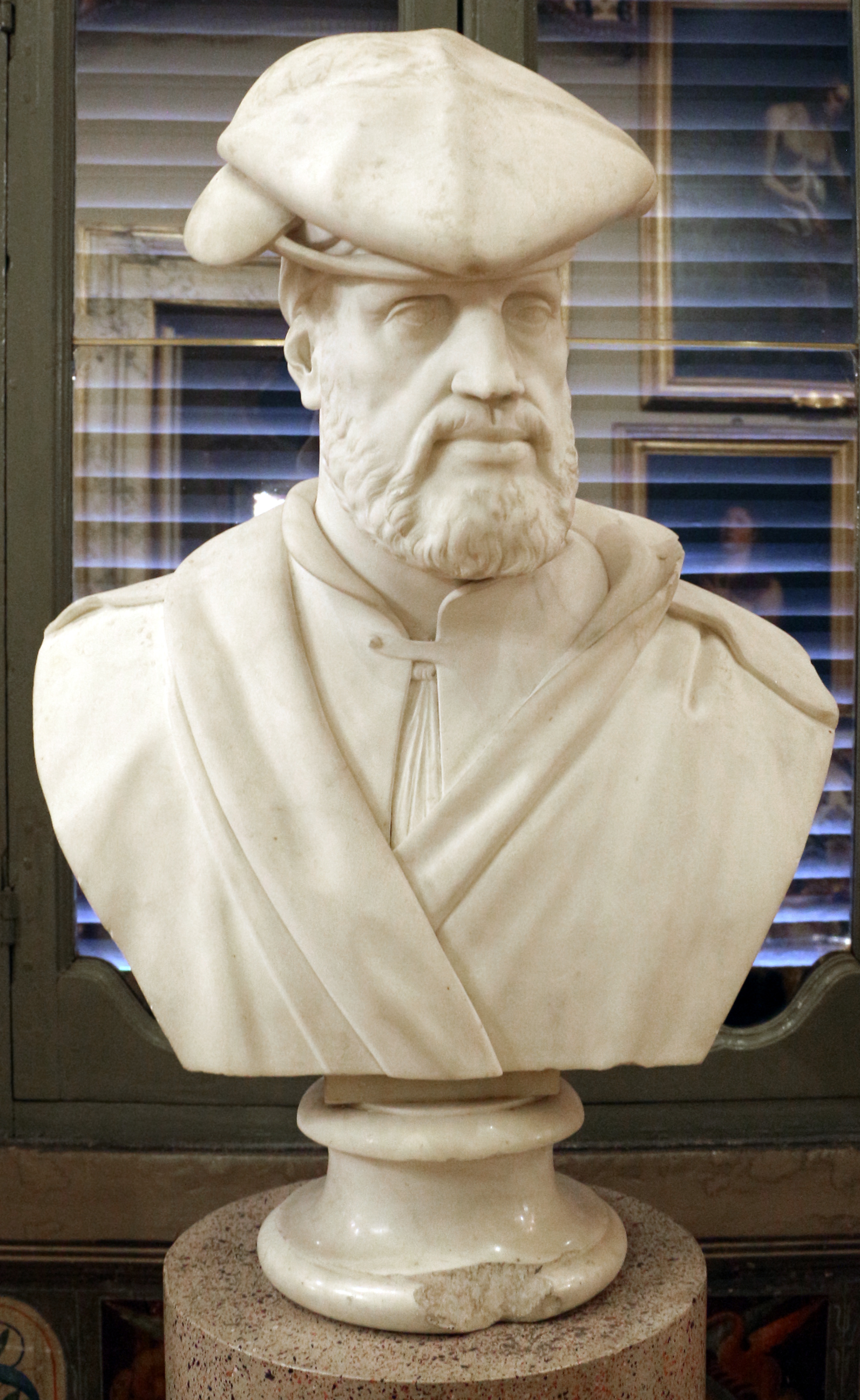
Andrea Doria,
geboren in 1466

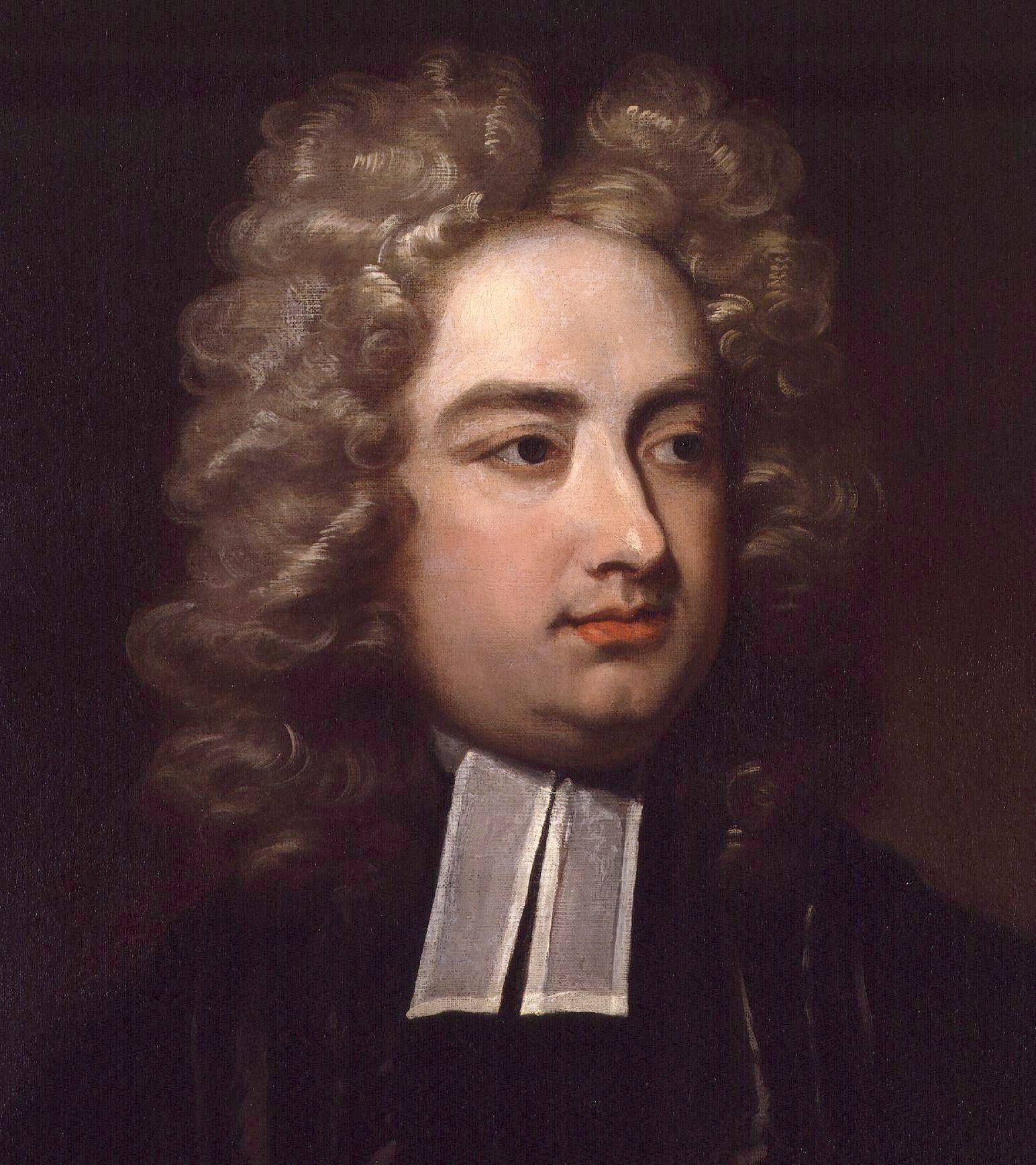
Jonathan Swift
geboren in 1667

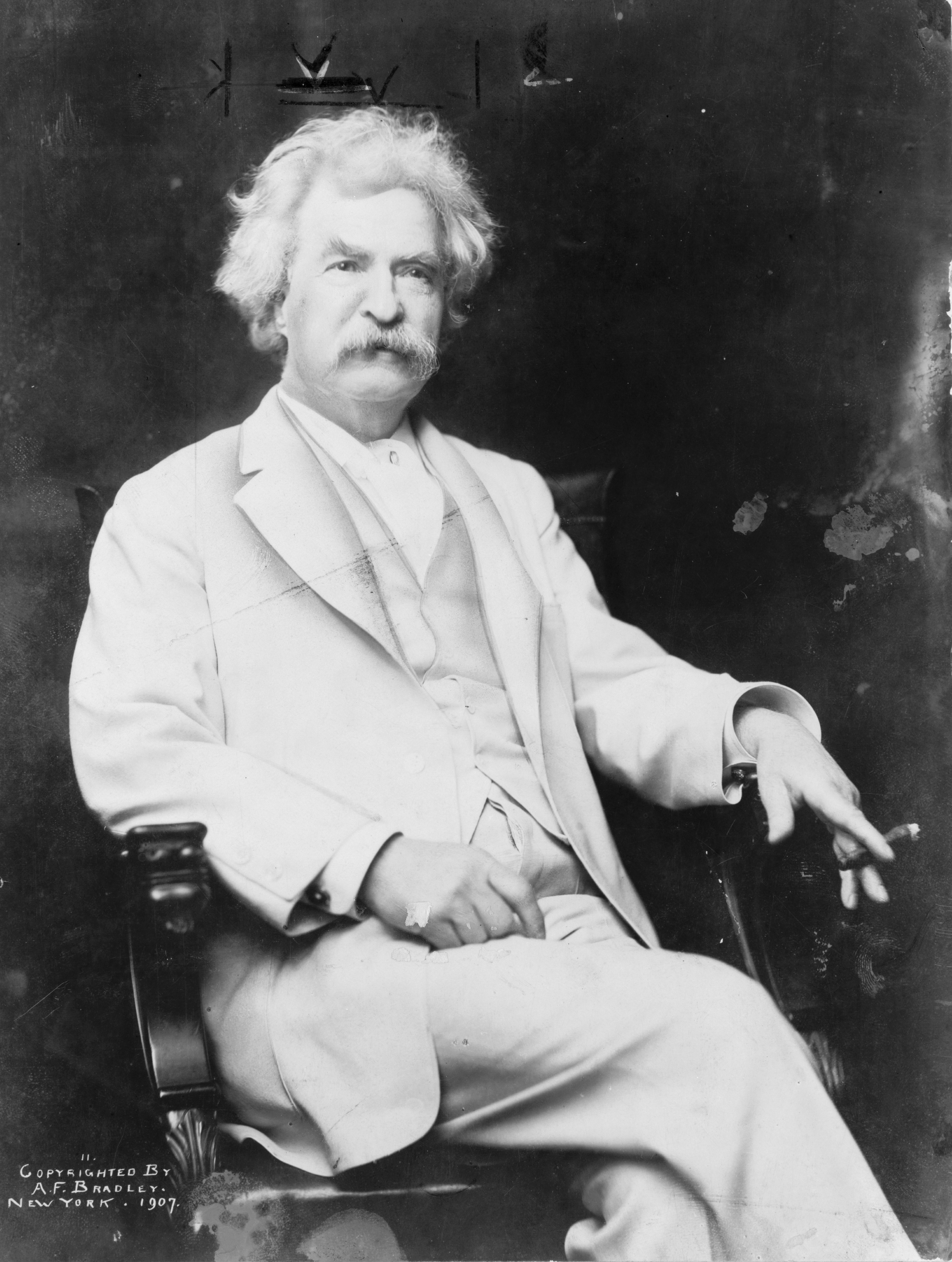
Mark Twain
geboren in 1835

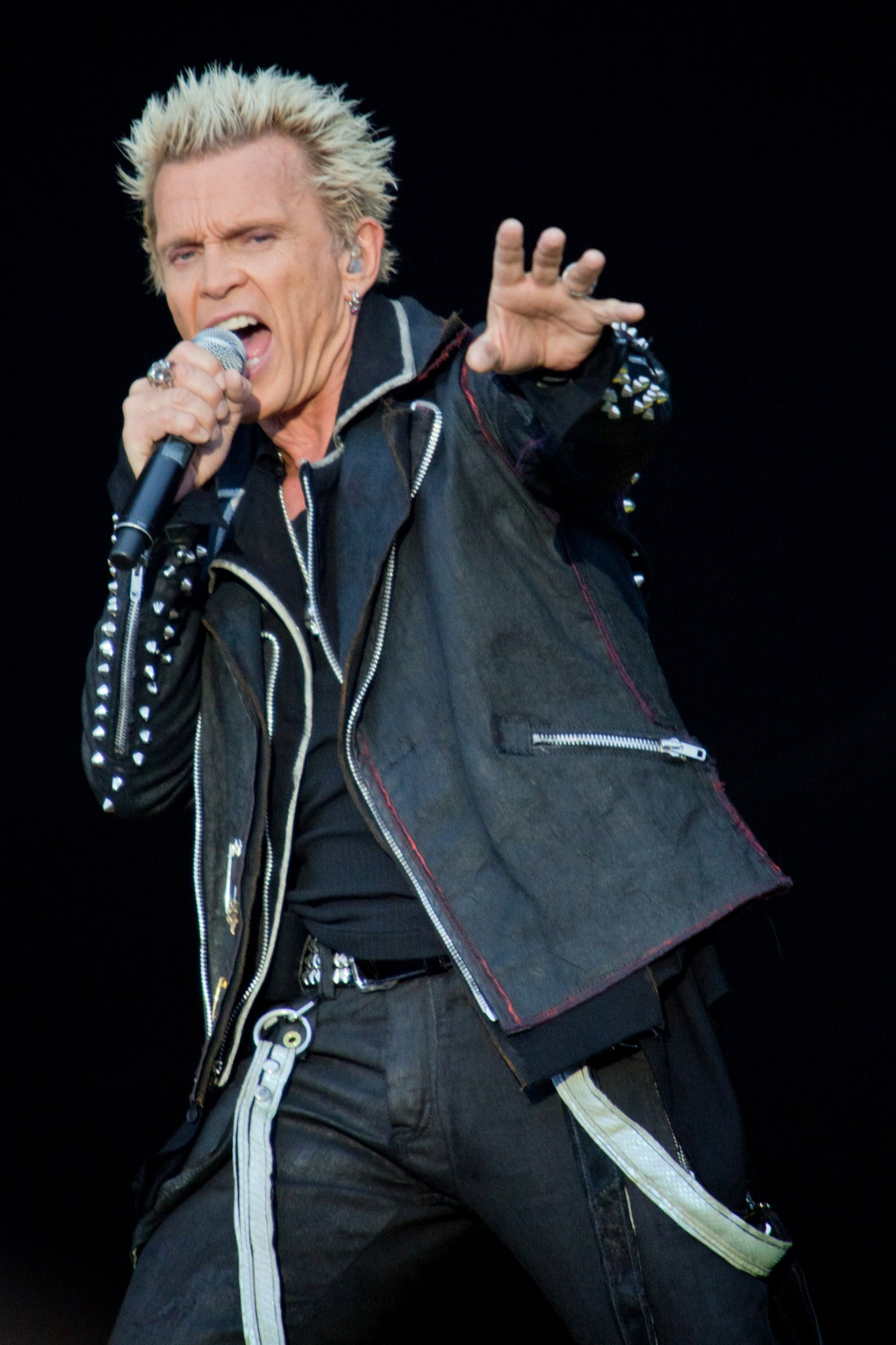
Billy Idol
geboren in 1955

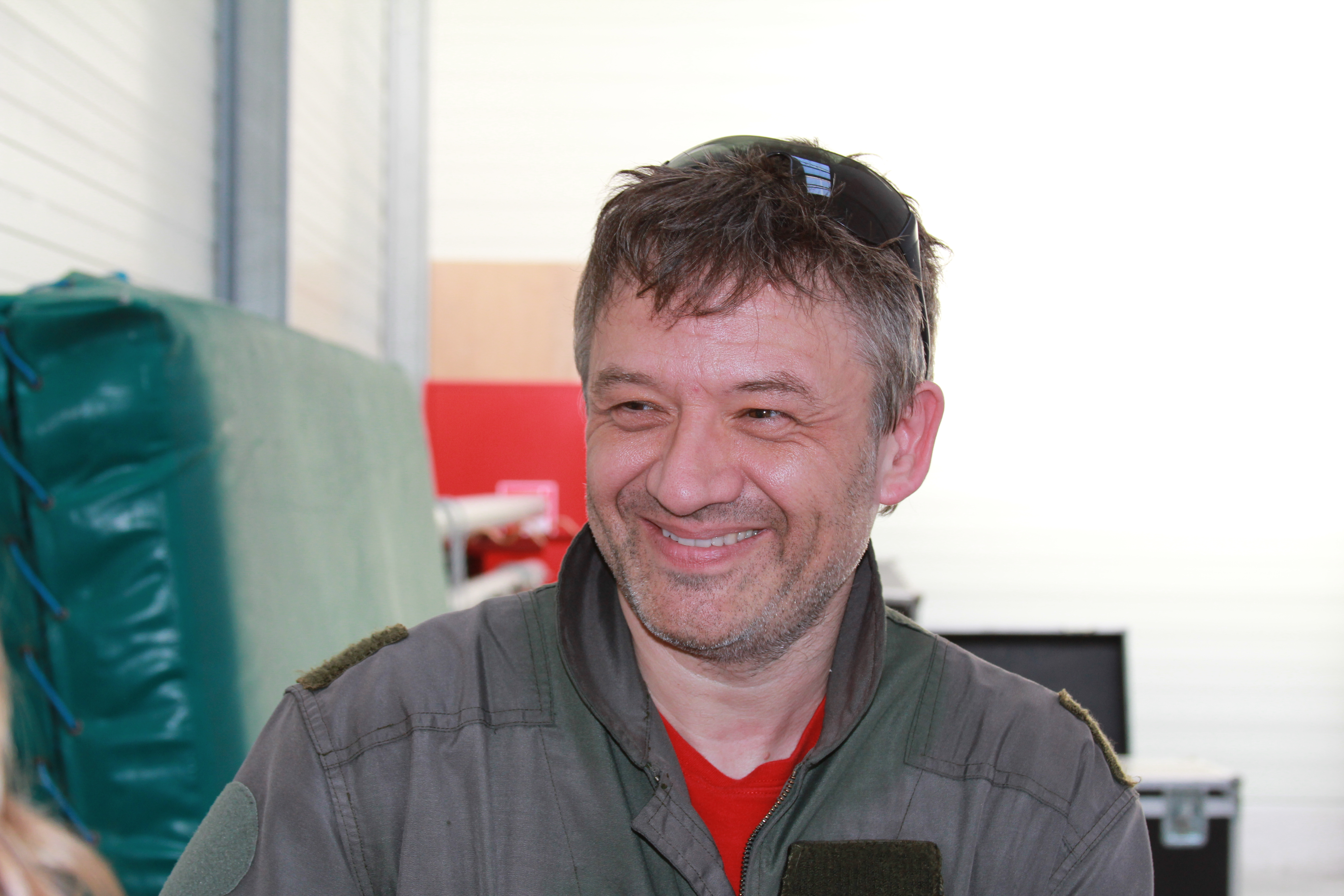
Bart Peeters
geboren in 1959

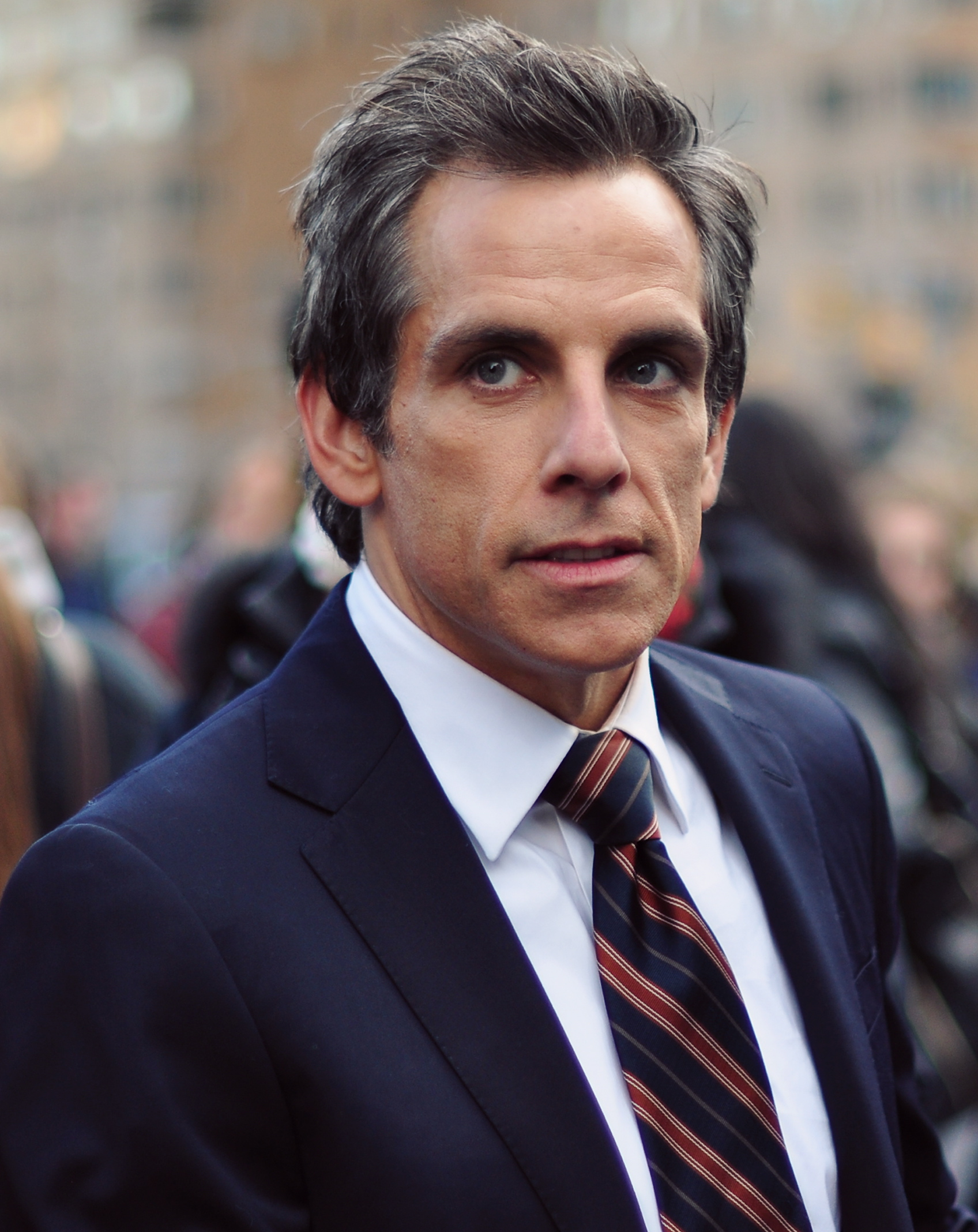
Ben Stiller
geboren in 1965

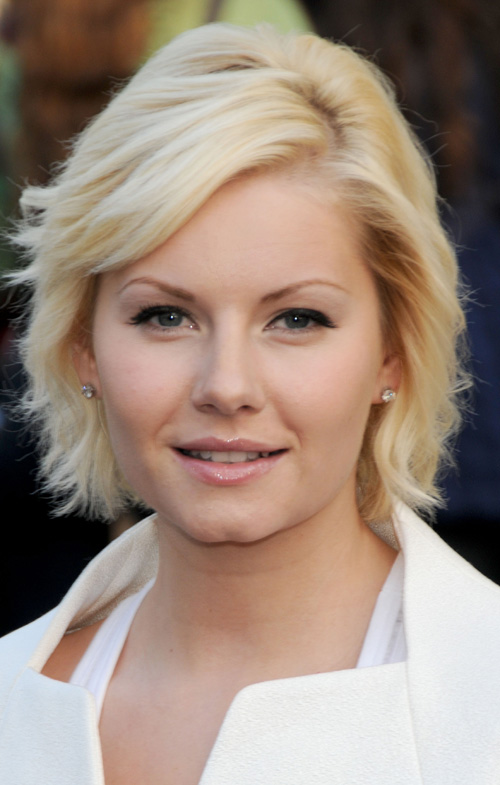
Elisha Cuthbert
geboren in 1982

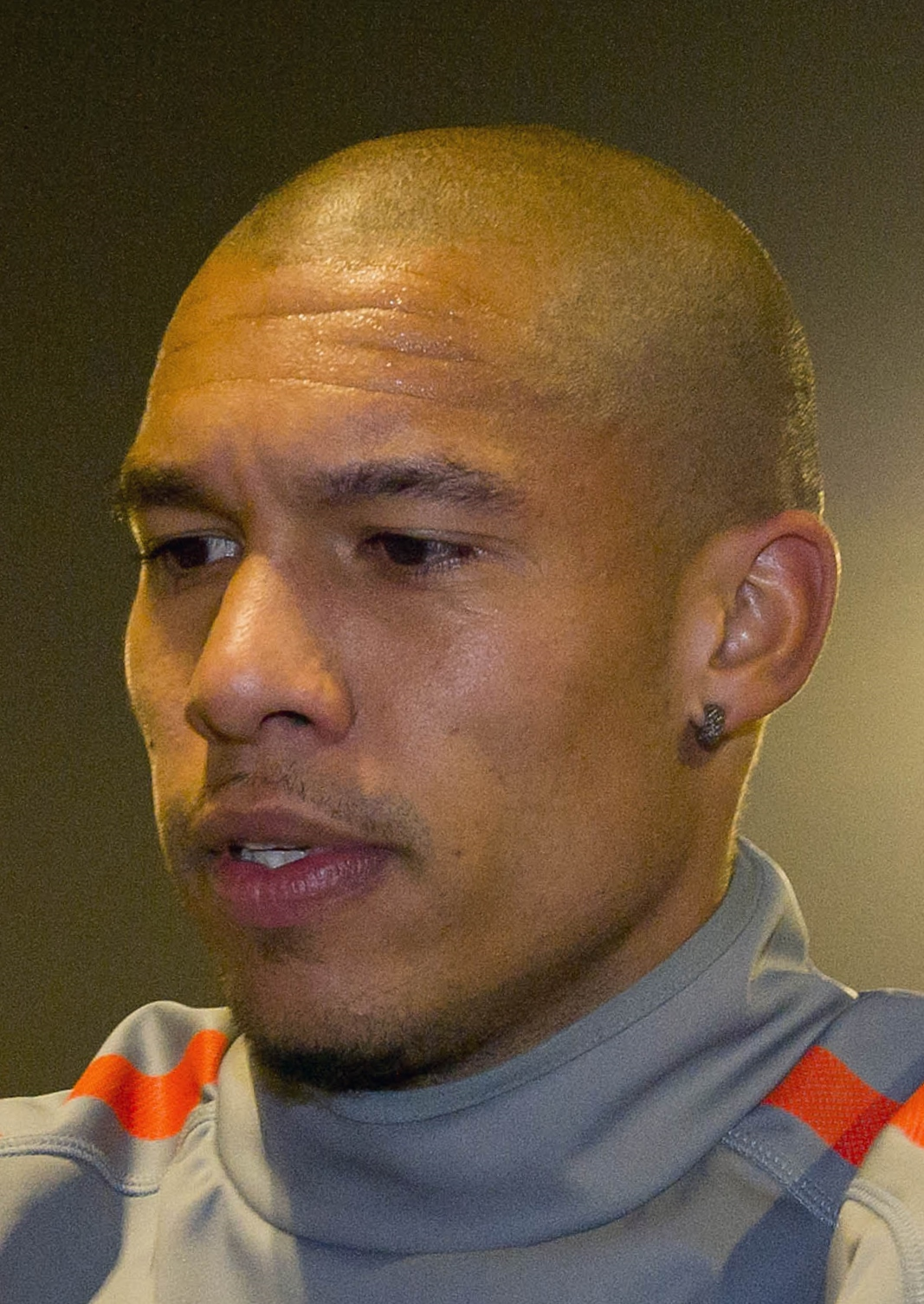
Nigel de Jong
geboren in 1984

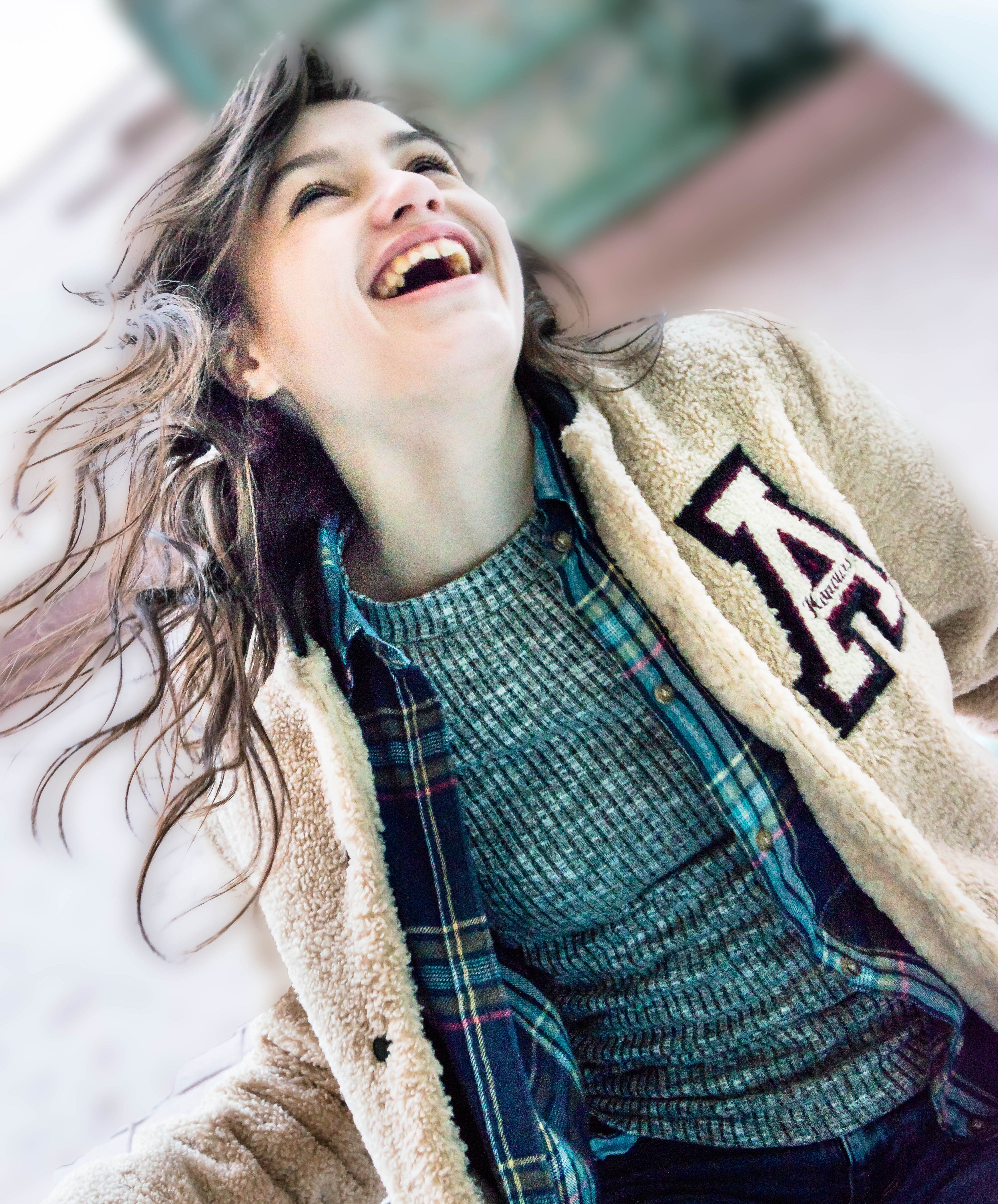
Laura van Bussel
geboren in 2000

- 539 - Gregorius van Tours, Frans bisschop en historicus (overleden 594)
- 1340 - Jan van Berry zoon van Jan II van Frankrijk (overleden 1416)
- 1466 - Andrea Doria, Genuees zeeman (overleden 1560)
- 1508 - Andrea Palladio, Italiaans architect (overleden 1580)
- 1514 - Andreas Masius, Nederlands katholiek priester, diplomaat en rechtsgeleerde (overleden 1573)
- 1554 - Philip Sidney, Engels dichter en diplomaat (overleden 1586)
- 1628 - John Bunyan, Brits schrijver (overleden 1688)
- 1667 - Jonathan Swift, Iers/Brits schrijver en satiricus (overleden 1745)
- 1796 - Carl Loewe, Duits componist (overleden 1869)
- 1813 - Charles-Valentin Alkan, Frans componist en pianovirtuoos (overleden 1888)
- 1817 - Theodor Mommsen, Duits historicus (overleden 1903)
- 1835 - Mark Twain, Amerikaans schrijver (overleden 1910)
- 1847 - August Klughardt, Duits componist en dirigent (overleden 1902)
- 1858 - Willem Treub, Nederlands liberaal politicus (overleden 1931)
- 1860 - Marie Clermont, Nederlands actrice (overleden 1922)
- 1864 - Andrew Gibb Maitland, Brits-Australisch geoloog (overleden 1951)
- 1874 - Winston Churchill, Brits staatsman (overleden 1965)
- 1891 - Richard Minne, Belgisch dichter en schrijver (overleden 1965)
- 1895 - Johann Nepomuk David, Oostenrijks componist en hoogleraar (overleden 1977)
- 1895 - Henri Staal, Nederlands politiefunctionaris (overleden 1980)
- 1896 - Félix Bédouret, Zwitsers voetballer (overleden 1955)
- 1900 - Mary Lasker, Amerikaans filantroop en activiste en lobbyiste (overleden 1994)
- 1904 - Clyfford Still, Amerikaans kunstschilder (overleden 1980)
- 1906 - Andrés Henestrosa, Mexicaans dichter, essayist, onderwijzer, politicus en taalkundige (overleden 2008)
- 1910 - Henk Feldmeijer, Nederlands nationaalsocialistisch politicus (overleden 1945)
- 1911 - Albert Buysse, Belgisch wielrenner (overleden 1998)
- 1912 - Gordon Parks, Amerikaans fotograaf, regisseur, schrijver en componist (overleden 2006)
- 1912 - Constant Stotijn, Nederlands hoboïst (overleden 1975)
- 1913 - Bertus Mooi Wilten, Nederlands zwemmer (overleden 1965)
- 1914 - Albert Embrechts, Belgisch kunstschilder (overleden 1997)
- 1915 - Emmanuel Pelaez, Filipijns politicus en vicepresident van de Filipijnen (overleden 2003)
- 1915 - Brownie McGhee, Amerikaans blueszanger (overleden 1996)
- 1916 - Andrée de Jongh, Belgisch verzetsstrijdster (overleden 2007)
- 1916 - Richard Gedopt, Belgisch voetballer (overleden 2012)
- 1918 - Willy Andriessen, Nederlands verzetsstrijder (overleden 1944)
- 1918 - Jan Elburg, Nederlands dichter (overleden 1992)
- 1919 - Detlef Kraus, Duits pianist (overleden 2008)
- 1919 - Pleun Verhoef, Nederlands Engelandvaarder, geheim agent en blikwerker (overleden 1944)
- 1920 - Wim Albers, Nederlands PvdA-politicus (overleden 2009)
- 1920 - Virginia Mayo, Amerikaans filmactrice (overleden 2005)
- 1921 - Bram Appel, Nederlands voetballer en voetbaltrainer (overleden 1997)
- 1924 - Shirley Chisholm, Amerikaans federaal parlementslid (overleden 2005)
- 1925 - Andrés Franco, Filipijns atleet (overleden 2008)
- 1925 - Tafazzal Khan, Brits/Pakistaans jurist en politicus
- 1926 - Andrew Schally, Pools-Amerikaans endocrinoloog en Nobelprijswinnaar (overleden 2024)
- 1927 - Robert Guillaume, Amerikaans acteur (overleden 2017)
- 1928 - Louis Bergaud, Frans wielrenner (overleden 2024)
- 1928 - Nol Houtkamp, Nederlands honkbalspeler en honkbalcoach (overleden 2018)
- 1928 - Peter-Hans Kolvenbach, Nederlands generaal-overste jezuïeten (overleden 2016)
- 1928 - Andres Narvasa, Filipijns rechter (overleden 2013)
- 1930 - Gordon Liddy, Amerikaans acteur, ambtenaar, crimineel en radiopresentator (overleden 2021)
- 1930 - Thijs Roks, Nederlands wielrenner (overleden 2007)
- 1931 - Jack Ging, Amerikaans acteur (overleden 2022)
- 1931 - Theo Ordeman, Nederlands televisieregisseur en -producent (overleden 2007)
- 1932 - Alex Blignaut, Zuid-Afrikaans autocoureur (overleden 2001)
- 1932 - Jos Hoevenaars, Belgisch wielrenner (overleden 1995)
- 1932 - Bob Moore, Amerikaans muzikant (overleden 2021)
- 1934 - Vjatsjeslav Nevinny, Russisch acteur (overleden 2009)
- 1935 - Trevor Blokdyk, Zuid-Afrikaans autocoureur (overleden 1995)
- 1936 - Eric Walter Elst, Belgisch astronoom (overleden 2022)
- 1936 - Abbie Hoffman, Amerikaans anti-oorlogsactivist (overleden 1989)
- 1936 - Knud Enemark Jensen, Deens wielrenner (overleden 1960)
- 1936 - Abdul Waheed Khan, Pakistaans hockeyspeler (overleden 2022)
- 1937 - Frank Ifield, Brits-Australisch zanger en presentator (overleden 2024)
- 1937 - Luther Ingram, Amerikaans R&B/soulzanger en -songwriter (overleden 2007)
- 1937 - Ridley Scott, Brits regisseur
- 1937 - Tom Simpson, Brits wielrenner (overleden 1967)
- 1940 - Pauli Nevala, Fins speerwerper (overleden 2025)
- 1941 - Kees Aarts, Nederlands voetballer (overleden 2008)
- 1943 - Oscar Harris, Nederlands/Surinaams zanger
- 1943 - Thijs Wöltgens, Nederlands politicus (overleden 2008)
- 1945 - Billy Drago, Amerikaans acteur (overleden 2019)
- 1945 - Roger Glover, Brits muzikant
- 1945 - Radu Lupu, Roemeens pianist (overleden 2022)
- 1947 - Sergio Badilla Castillo, Chileens dichter en schrijver
- 1947 - Jude Ciccolella, Amerikaans acteur
- 1947 - Michel Van Dousselaere, (Belgisch acteur en regisseur (overleden 2021)
- 1948 - Errol Alibux, Surinaams politicus
- 1948 - Achmat Dangor, Zuid-Afrikaans dichter, toneel- en romanschrijver (overleden 2020)
- 1948 - Philippe Garot, Belgisch voetballer en voetbaltrainer (overleden 2023)
- 1948 - Karst van der Meulen, Nederlands regisseur
- 1949 - Soewarto Moestadja, Surinaams politicus
- 1951 - Pieter Kramer, Nederlands regisseur
- 1952 - Lucrèce L’Ecluse, Belgisch schrijfster
- 1952 - Dick Schoenaker, Nederlands voetballer
- 1953 - Shuggie Otis, Amerikaans singer-songwriter en multi-instrumentalist
- 1953 - June Pointer, Amerikaans zangeres (overleden 2006)
- 1954 - Simonetta Stefanelli, Italiaans actrice
- 1955 - Richard Burr, Amerikaans politicus
- 1955 - Kevin Conroy, Amerikaans acteur en stemacteur (overleden 2022)
- 1955 - Andy Gray, Schots voetballer
- 1955 - Billy Idol (William Michael Albert Broad), Brits muzikant
- 1956 - Govert Schilling, Nederlands wetenschapsjournalist
- 1957 - Richard Barbieri, Engels musicus
- 1957 - Wijnand Duyvendak, Nederlands politicus
- 1957 - Marcel Gelauff, Nederlands tv-journalist
- 1958 - Juliette Bergmann, Nederlands bodybuilder
- 1958 - Michel Bibard, Frans voetballer
- 1959 - Sylvia Hanika, Duits tennisster
- 1959 - Bart Peeters, Belgisch zanger, drummer en presentator
- 1960 - Gary Lineker, Brits voetballer en televisiepresentator
- 1962 - Aleksandr Borodjoek, Russisch voetballer en trainer
- 1962 - Barbara Bredero, Nederlands film- en televisieregisseur
- 1962 - Troy Douglas, Bermudaans/Nederlands atleet
- 1962 - Brian Henson, Amerikaans poppenspeler en producent
- 1963 - Einar Gausel, Noors schaker
- 1964 - Paula van der Oest, Nederlands filmregisseur en scenarioschrijver
- 1965 - Aldair Santos do Nascimento (Aldair), Braziliaans voetballer
- 1965 - Ismo Lius, Fins voetballer
- 1965 - Ben Stiller, Amerikaans acteur
- 1966 - Kim Kielsen, Groenlands politicus
- 1966 - Mika Salo, Fins autocoureur
- 1967 - Yasmine Allas, Somalisch-Nederlands schrijfster en actrice
- 1967 - Patrik Andersson, Zweeds voetballer
- 1967 - Gia Dzjisjkariani, Georgisch voetballer
- 1967 - Akinobu Yokouchi, Japans voetballer
- 1968 - Des'ree, Brits zangeres
- 1968 - Laurent Jalabert, Frans wielrenner
- 1969 - Marc Forster, Zwitsers filmregisseur
- 1969 - Marc Goossens, Belgisch autocoureur
- 1969 - Trina Gulliver, Engels dartster
- 1969 - Martin Hvastija, Sloveens wielrenner
- 1969 - Catherina McKiernan, Iers atlete
- 1970 - Phil Babb, Iers voetballer
- 1970 - Jacek Gdański, Pools schaker
- 1970 - Jan Paul Schutten, Nederlands schrijver
- 1970 - Perrey Reeves, Amerikaans actrice
- 1970 - Helle Thomsen, Deens handbalster en handbalcoach
- 1971 - Gerard van Velde, Nederlands schaatser
- 1972 - Abel Xavier, Portugees voetballer
- 1973 - Michaël Goossens, Belgisch voetballer
- 1975 - Mimi Ferrer, Marokkaans/Nederlands actrice
- 1975 - Adnan Gušo, Bosnisch voetballer
- 1975 - Gonzalo Martínez, Colombiaans voetballer
- 1975 - Mindy McCready, Amerikaans countryzangeres (overleden 2013)
- 1975 - Linda Wagenmakers, Nederlands actrice en zangeres
- 1976 - Iveta Apkalna, Lets organiste
- 1976 - Hüseyin Göçek, Turks voetbalscheidsrechter
- 1976 - Eneko Llanos, Spaans triatleet
- 1977 - Steve Aoki, Amerikaans electrohouse-producer
- 1977 - Olivier Schoenfelder, Frans kunstschaatser
- 1977 - Stavros Tritsonis, Grieks voetbalscheidsrechter
- 1978 - Gael García Bernal, Mexicaans acteur
- 1978 - Pierrick Fédrigo, Frans wielrenner
- 1978 - Chris Thompson, Amerikaans zwemmer
- 1979 - Annemieke Kiesel-Griffioen, Nederlands voetbalster
- 1979 - Irina Veresjtsjoek, Oekraïens politica en vicepremier
- 1979 - Simon Williams, Brits schaker
- 1980 - Bart Van Zundert, Belgisch voetballer
- 1981 - Otto Fredrikson, Fins voetballer
- 1981 - Laurent Fressinet, Frans schaker
- 1982 - Pieter Crabeels, Belgisch voetballer
- 1982 - Elisha Cuthbert, Canadees actrice
- 1982 - Domenico Pozzovivo, Italiaans wielrenner
- 1983 - Anastasia Baboerova, Russisch journaliste (overleden 2009)
- 1983 - Sofie Lemaire, Belgisch presentatrice
- 1983 - Reginald de Windt, Curaçaos judoka
- 1984 - Alan Hutton, Schots voetballer
- 1984 - Nigel de Jong, Nederlands voetballer
- 1984 - Olga Rypakova, Kazachs atlete
- 1985 - Brigitte Acton, Canadees alpineskiester
- 1985 - Kaley Cuoco, Amerikaans actrice
- 1985 - Lieke Veld, Nederlands radio-dj
- 1986 - Silvia Bertagna, Italiaans freestyleskiester
- 1986 - Jevgenia Linetskaja, Russisch, later Israëlisch, tennisspeelster
- 1986 - Boggie, Hongaars zangeres
- 1987 - Vasilisa Bardina, Russisch tennisster
- 1987 - Max Gradel, Ivoriaans voetballer
- 1987 - Dougie Poynter, Brits gitarist
- 1987 - Esmée van Kampen, Nederlands actrice
- 1987 - Yannick Dangre, Belgisch schrijver en dichter
- 1989 - Ferguson Cheruiyot Rotich, Keniaans atleet
- 1989 - Vladimír Weiss, Slowaaks voetballer
- 1990 - Noelle Barahona, Chileens alpineskiester
- 1990 - Magnus Carlsen, Noors schaker
- 1990 - Marc Goos, Nederlands wielrenner
- 1990 - Tim Phillips, Amerikaans zwemmer
- 1990 - Jevhen Sjachov, Oekraïens voetballer
- 1992 - Adnane Tighadouini, Nederlands voetballer
- 1993 - Tom Blomqvist, Brits/Zweeds autocoureur
- 1993 - Felix De Laet, Belgisch dj en producer
- 1993 - Tim Leibold, Duits voetballer
- 1994 - Nyjah Huston, Amerikaans skateboarder
- 1994 - Roy Nissany, Israëlisch autocoureur
- 1995 - James Horsfield, Engels voetballer
- 1995 - Seb Morris, Welsh autocoureur
- 1995 - Desevio Payne, Amerikaans-Nederlands voetballer
- 1998 - Niels de Langen, Nederlands alpineskiër
- 2000 - Laura van Bussel, Nederlands actrice
- 2002 - Carlos Alcaraz, Argentijns voetballer

## Overleden

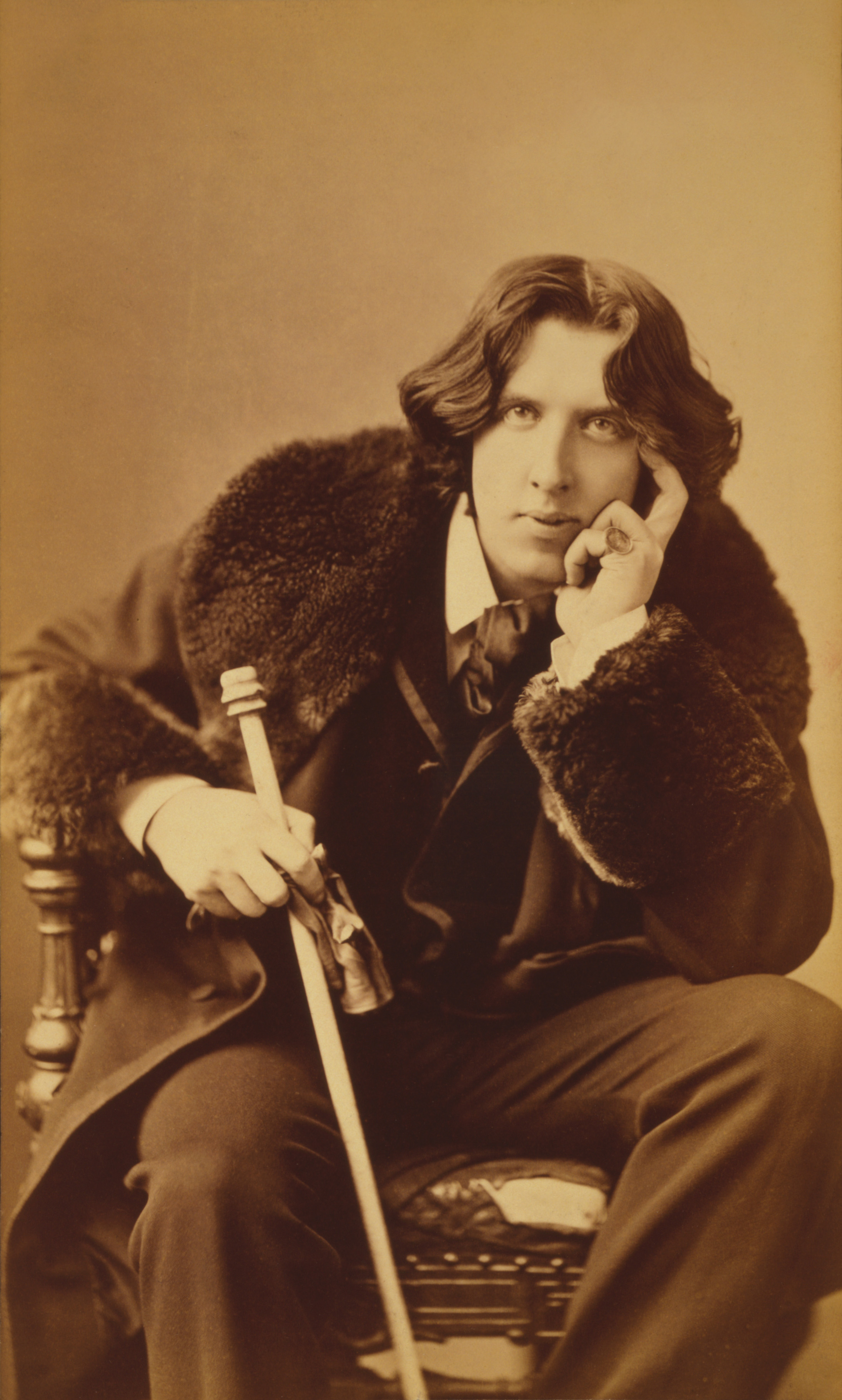
Oscar Wilde
overleden in 1900

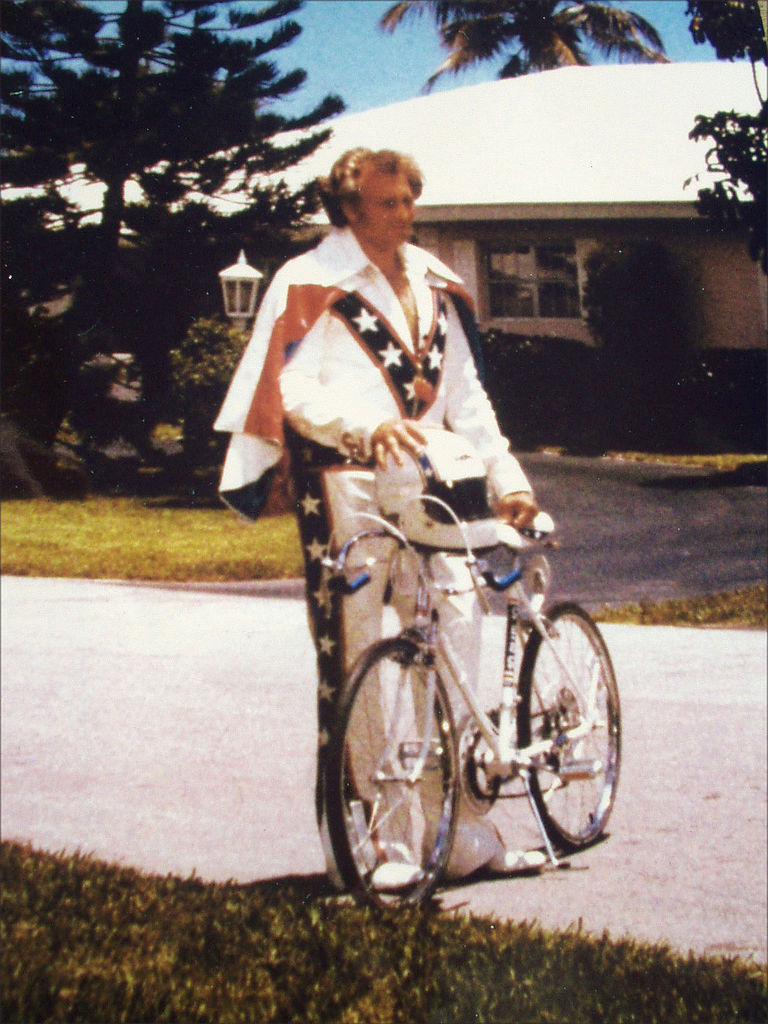
Evel Knievel
overleden in 2007

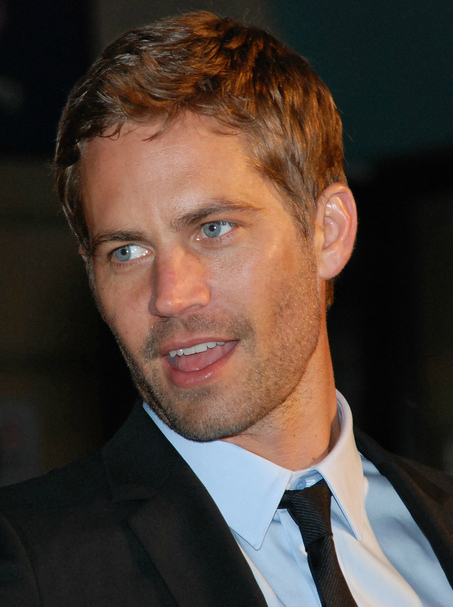
Paul Walker
overleden in 2013

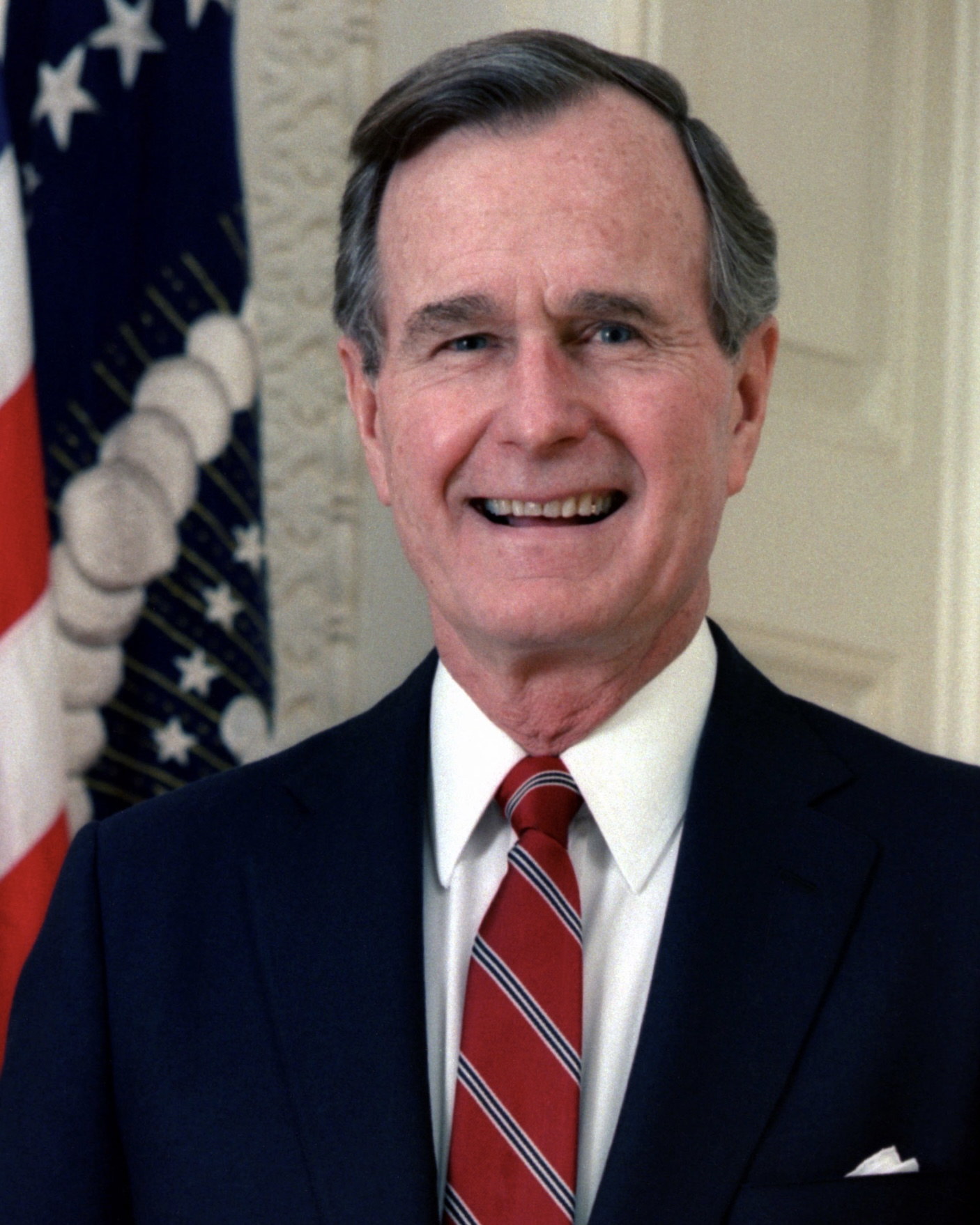
George H.W. Bush
overleden in 2018

- 1016 - Edmund II van Engeland (26), koning van Engeland
- 1622 - Squanto (c. 37), indiaanse tolk en gids voor de Pilgrim Fathers
- 1631 - Jacob de Bondt (39), Nederlands arts en natuuronderzoeker
- 1647 - Giovanni Lanfranco (65), Italiaans kunstschilder
- 1700 - Artus Quellinus de Jonge (75), Zuid-Nederlands beeldhouwer
- 1705 - Catharina van Bragança (67), Portugees prinses en weduwe van Karel II van Engeland
- 1718 - Karel XII (36), Koning van Zweden
- 1806 - Moritz Balthasar Borkhausen (45), Duits natuuronderzoeker, entomoloog, botanicus en bosbouwdeskundige
- 1820 - Adriaan de Lelie (65), Nederlands schilder
- 1846 - Maria Severa (26), Portugees fadozangeres
- 1870 - Angelus August Eugeen Angillis (40), Belgisch notaris en archivaris
- 1878 - George Henry Lewes (61), Engels filosoof en criticus
- 1881 - Gustavo Rossari (53), Italiaans componist
- 1900 - Oscar Wilde (46), Iers schrijver
- 1909 - Karel Theodoor in Beieren (70), Duits oogarts
- 1934 - Jos Postmes (38), Nederlands kunstenaar
- 1935 - Fernando Pessoa (47), Portugees dichter
- 1945 - Joop Wagener (64), Nederlands hockeyer en sportbestuurder
- 1946 - Gustav Noske (78), Duits politicus
- 1953 - Félix Gogo (81), Belgisch kunstschilder
- 1953 - Francis Picabia (74), Frans schilder en dichter
- 1954 - Wilhelm Furtwängler (68), Duits dirigent
- 1954 - Henk Kamerbeek (61), Nederlands atleet
- 1957 - Beniamino Gigli (67), Italiaans opera-tenor
- 1957 - Adeodato Giovanni Piazza (73), Italiaans curiekardinaal
- 1959 - Hans Henny Jahnn (64), Duits schrijver en orgelbouwer
- 1962 - Ossip Bernstein (80), Oekraïens schaker
- 1967 - Patrick Kavanagh (63), Iers schrijver en dichter
- 1977 - Terence Rattigan (66), Brits toneelschrijver
- 1979 - Zeppo Marx (78), Amerikaans acteur
- 1979 - Emile Severeyns (48), Belgisch wielrenner
- 1982 - Adolf Heusinger (85), Duits generaal
- 1985 - Marc Aryan (Henry Markarian) (59), Frans zanger
- 1986 - Emil Jónsson (84), IJslands politicus
- 1987 - Simon Carmiggelt (74), Nederlands journalist en schrijver
- 1987 - Josef Vrana (82), Tsjechisch bisschop van Octabia
- 1989 - Ahmadou Babatoura Ahidjo (65), president van Kameroen
- 1989 - August Blumensaat (78), Duits atleet
- 1989 - Alfred Herrhausen (59), Duits bankier
- 2000 - Jānis Kalniņš (96), Lets-Canadees componist
- 2000 - Nell Koppen (88), Nederlands actrice
- 2001 - Ademar Miranda Júnior (Ademar Pantera) (60), Braziliaans voetballer
- 2003 - Earl Bellamy (86), Amerikaans regisseur
- 2003 - Gertrude Ederle (97), Amerikaans langeafstandszwemster
- 2003 - Dirk Flentrop (93), Nederlands orgelbouwer
- 2004 - Pierre Berton (84), Canadees auteur
- 2007 - Evel Knievel (69), Amerikaans stuntman
- 2008 - Béatrix Beck (94), Belgisch-Frans schrijfster
- 2010 - Ton Kuyl (89), Nederlands acteur
- 2011 - Leka van Albanië (72), Albanees politicus
- 2011 - Jules Ancion (87), Nederlands hockeyer
- 2011 - Nelly Byl (82), Belgisch tekstdichter
- 2011 - Carl Robie (66), Amerikaans zwemmer
- 2013 - Paul Walker (40), Amerikaans acteur
- 2014 - Go Seigen (100), Chinees-Japans go-speler
- 2015 - Gerrit Holdijk (71), Nederlands politicus
- 2015 - Fatima Mernissi (75), Marokkaans sociologe
- 2016 - Alice Drummond (88), Amerikaans actrice
- 2016 - Kamilló Lendvay (87), Hongaars componist, dirigent en muziekpedagoog
- 2017 - Mauro Maugeri (58), Italiaans waterpolocoach en -speler
- 2017 - Jim Nabors (87), Amerikaans acteur en zanger
- 2018 - George H. W. Bush (94), President van de Verenigde Staten
- 2020 - Herman van Bekkum (88), Nederlands hoogleraar
- 2021 - Ton Annink (68), Nederlands ambtenaar en bestuurder
- 2021 - Oriol Bohigas i Guardiola (95), Spaans architect, stedenbouwkundige en hoogleraar
- 2021 - Ray Kennedy (70), Engels voetballer
- 2021 - Marijn de Koning (78), Nederlands journaliste en politicus
- 2021 - Lange Jojo (Jules Jean Vanobbergen) (85), Belgisch zanger en striptekenaar
- 2021 - Jonathan Penrose (88), Brits schaker
- 2021 - Herman Schaper (72), Nederlands politicus en diplomaat
- 2022 - Murray Halberg (89), Nieuw-Zeelands atleet
- 2022 - Jiang Zemin (96), Chinees politicus
- 2022 - Christine McVie (79), Brits zangeres, songwriter en toetseniste
- 2022 - Davide Rebellin (51), Italiaans wielrenner
- 2022 - Lex Mulder (89), Nederlands geoloog en dammer
- 2023 - Joan Botam i Casals (97), Spaans kapucijn, theoloog en catalanist
- 2023 - Alistair Darling (70), Brits politicus
- 2023 - Sante Gaiardoni (84), Italiaans wielrenner
- 2023 - Shane MacGowan (65), Iers zanger en muzikant
- 2023 - William P. Murphy jr. (100), Amerikaans medicus en uitvinder
- 2024 - Steve Alaimo (84), Amerikaans zanger
- 2024 - Crescenzo D'Amore (45), Italiaans wielrenner
- 2024 - Eva Hermans-Kroot (26), Nederlands blogger en schrijfster

## Viering/herdenking
- Onafhankelijksdag in Barbados

Barbados Onafhankelijksdag

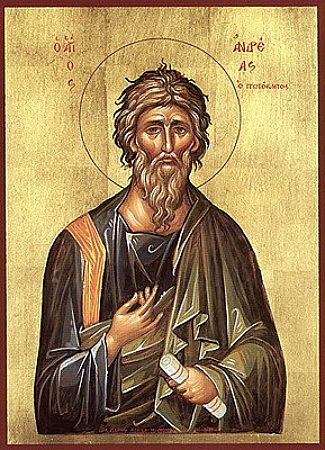
H. Andreas

- Sint-Andreasdag, patroonheilige van Schotland
- Bonifacio Dag in de Filipijnen
- Rooms-Katholieke kalender:
  - Heilige Andreas, apostel († c.62/9), Patroon van de vissers, de textielarbeiders en de touwslagers - Feest
  - Heilige Trojanus (van Saintes) († 532/3)
  - Heilige Zosimus van Palestina († 6e eeuw)
  - Heilige Tudwal van Tréguier († c. 564)
  - Heilige Joseph Marchand († 1835)

## Weerextremen

### Nederland
| | Officiële records | Officiële records | Officiële records |      | Landelijke records  | Landelijke records | Landelijke records                       |
| Gebeurtenis | Jaar              | Extreem           | Locatie           | Jaar | Extreem             | Locatie            |                                          |
| --- | ----------------- | ----------------- | ----------------- | ---- | ------------------- | ------------------ | ---------------------------------------- |
| Laagste etmaalgemiddelde temperatuur (°C) | 1921              | −5,6              | De Bilt           |      | 1921                | −5,6               | De Bilt                                  |
| Hoogste etmaalgemiddelde temperatuur (°C) | 1992              | 11,8              | De Bilt           |      | 2001                | 12,4               | Westdorpe                                |
| Laagste minimumtemperatuur (°C) | 1921              | −15,0             | De Bilt           |      | 1921                | −15,0              | De Bilt                                  |
| Hoogste minimumtemperatuur (°C) | 2001              | 10,8              | De Bilt           |      | 1939                | 11,8               | Maastricht                               |
| Laagste maximumtemperatuur (°C) | 1916, 1978        | −1,2              | De Bilt           |      | 1993                | −2,9               | Nieuw Beerta                             |
| Hoogste maximumtemperatuur (°C) | 1992              | 13,5              | De Bilt           |      | 1992                | 15,2               | Arcen                                    |
| Hoogste uurgemiddelde windsnelheid (m/s) | 1914              | 13,9              | De Bilt           |      | 1976                | 23,1               | IJmuiden                                 |
| Hoogste windstoot (m/s) | 1976              | 21,6              | De Bilt           |      | 1976                | 38,6               | Volkel                                   |
| Langste zonneschijnduur (uur) | 1991              | 6,9               | De Bilt           |      | 1957 1980 1991 2019 | 7,3                | Maastricht Rotterdam Twenthe Gilze-Rijen |
| Langste neerslagduur (uur) | 2021              | 18,3              | De Bilt           |      | 1985 2021           | 19,0               | Eindhoven Deelen                         |
| Hoogste etmaalsom van de neerslag (mm) | 1965              | 23,8              | De Bilt           |      | 1988                | 33,6               | Volkel                                   |
| Laagste etmaalgemiddelde relatieve vochtigheid (%) | 1980              | 66                | De Bilt           |      | 1984                | 55                 | Maastricht                               |
| Laagste uurwaarde luchtdruk op zeeniveau (hPa) | 1976              | 970,7             | De Bilt           |      | 1965                | 968,2              | Leeuwarden                               |
| Hoogste uurwaarde luchtdruk op zeeniveau (hPa) | 1980              | 1043,6            | De Bilt           |      | 1980                | 1043,8             | Rotterdam                                |
| Officiële records worden altijd gemeten op het KNMI-weerstation in De Bilt. Landelijke records kunnen worden gemeten op elk officieel KNMI-weerstation in Nederland. |                   |                   |                   |      |                     |                    |                                          |

Uitzonderlijke gebeurtenissen
- 1903 - Officieel laagste maximumtemperatuur in °C van november dit jaar gemeten in De Bilt: 0,7
- 1905 - Officieel laagste maximumtemperatuur in °C van november dit jaar gemeten in De Bilt: 0,1
- 1916 - Officieel laagste maximumtemperatuur in °C van november dit jaar gemeten in De Bilt: −1,2
- 1921 - Officieel maandrecord laagste minimumtemperatuur in °C van november gemeten in De Bilt: −15,0. Samen met 29 november 1921
- 1921 - Landelijk maandrecord laagste minimumtemperatuur in °C van november gemeten in De Bilt: −15,0. Samen met 29 november 1921
- 1926 - Officieel laagste maximumtemperatuur in °C van november dit jaar gemeten in De Bilt: 2,0
- 1980 - Officieel maandrecord hoogste uurwaarde luchtdruk op zeeniveau in hPa van november gemeten in De Bilt: 1043,6
- 1992 - Laatste landelijke zachte dag van het jaar gemeten in Arcen (maximumtemperatuur ≥ 15 °C op een officieel weerstation)
- 2023 - Officieel laagste etmaalgemiddelde temperatuur in °C van november dit jaar gemeten in De Bilt: −0,3 (voorlopig)
- 2023 - Landelijk laagste etmaalgemiddelde temperatuur in °C van november dit jaar gemeten in Leeuwarden: −1,8 (voorlopig)
- 2023 - Officieel laagste minimumtemperatuur in °C van november dit jaar gemeten in De Bilt: −1,8 (voorlopig)
- 2023 - Landelijk laagste minimumtemperatuur in °C van november dit jaar gemeten in Leeuwarden: −5,4 (voorlopig)
- 2023 - Officieel laagste maximumtemperatuur in °C van november dit jaar gemeten in De Bilt: 0,9 (voorlopig)
- 2023 - Landelijk laagste maximumtemperatuur in °C van november dit jaar gemeten in Nieuw Beerta: −0,4 (voorlopig)
- 2023 - Eerste landelijke dag van het najaar met matige vorst gemeten in Leeuwarden (minimumtemperatuur < −5 °C op een officieel weerstation)
- 2023 - Eerste landelijke ijsdag van het najaar gemeten in Nieuw Beerta (maximumtemperatuur < 0 °C op een officieel weerstation)

### België
Dagrecords
- 1875 - Laagste etmaalgemiddelde temperatuur −4,7 °C
- 1841 - Hoogste etmaalgemiddelde temperatuur 12,6 °C
- 1921 - Laagste minimumtemperatuur −11,0 °C[13]
- 1984 - Hoogste maximumtemperatuur 14,3 °C
- 1935 - Hoogste etmaalsom van de neerslag 24,2 mm

Uitzonderlijke gebeurtenissen
- 1921 - Minimumtemperatuur in Ukkel tot −11,0 °C.
- 1993 - Koudste november-decade met zes ijsdagen: gemiddelde temperatuur −1,8 °C.
- 1993 - Sneeuwbuien en ijzel verstoren ernstig het verkeer in het centrum van het land.
- 1999 - Laagste gemiddelde dagwaarde van de totale dikte van de ozonlaag sedert augustus 1971: 200 dobson-eenheden (normaal 327).

<< · 1 · 2 · 3 · 4 · 5 · 6 · 7 · 8 · 9 · 10 · 11 · 12 · 13 · 14 · 15 · 16 · 17 · 18 · 19 · 20 · 21 · 22 · 23 · 24 · 25 · 26 · 27 · 28 · 29 · 30 · >>